# Cerro Sipapo
Pour les articles homonymes, voir Sipapo.
Le cerro Sipapo est le point culminant du massif de Cuao-Sipapo dans l'État d'Amazonas au Venezuela. Son altitude s'élève à 2 111 mètres.

## Flore
Parmi les espèces endémiques figure une espèce de broméliacées, Brocchinia maguirei.